# 小行星1790
小行星1790（1790 Volkov）是一颗围绕太阳公转的小行星。1967年3月9日，柳德米拉·切爾尼赫在克里米亚发现了此天体。
該小行星以蘇聯太空人弗拉迪斯拉夫·沃爾科夫命名。
这颗小行星的绝对星等为147.37700等。